# Stéphanie Chantry
Stéphanie Chantry est une rameuse française.

## Biographie
Elle est licenciée au Club d'aviron de Beaucaire. En 2014 et 2015, elle reçoit la médaille de la ville de Beaucaire.

## Palmarès

### Championnats du Monde d'Aviron de Mer
- 2015
  -  aux Championnats du monde d'aviron de mer en solo à Lima Pérou le 26 novembre 2015.
- 2014
  -  aux Championnats du monde d'aviron de mer en solo à Thessalonique en Grèce le 18 octobre 2014[2]
- 2013
  -  aux Championnats du monde d'aviron de mer en solo à Helsingborg  en  Suède le 17 août 2013[3].

### Championnats de France d'aviron
- 2021

Médaille d'argent aux Championnats de France à la mer en solo - Port Camargues.
- 2019
  -  Championnats de France Aviron Indoor 500m (aviron en salle) à Charléty - Paris.
- 2015
  -  Championnats de France Aviron Indoor 2000m (aviron en salle) à Coubertin - Paris.
  -  Championnats de France Aviron de mer en solo à île de Ré.

- Sélectionnée en équipe de France  pour participer aux Jeux Méditerranéens des Sports de plage à Pescara en Italie (août 2015).[4]

- 2014
  -  Championnats de France Aviron de mer en solo à Arcachon.
  -  championnats de France rivière en 2 couple poids léger à Bourges
  -  Coupe de France rivière en 4 de couple à Brive la Gaillarde.

- 2013
  -  championnats de France d'aviron de mer solo à Thonon-les-Bains[5].
  -  championnats de France d'aviron de rivière  en 2 de couple mixte, sur 500 m à Mantes-la-Jolie

- 2012
  -  championnats de France d'aviron de mer en solo à Lorient[6].
  -  Coupe de France d'aviron de mer en 4x à Cherbourg.
  - 4e aux critériums nationaux  de rivière en skiff à Vichy

- 2002
  -  championnats de France d'aviron de rivière en 2 de couple poids léger à Vaire sur Marne
  -  Coupe de France d'aviron de rivière en 8+ à Vichy.